# Anne Bonny
Anne Bonny, född Anne Cormac omkring år 1697 i Cork och död efter 1721, var en irländsk pirat.

## Biografi
Anne Bonny föddes i Irland och var dotter till tjänstekvinnan Mary Brennan och hennes arbetsgivare, advokaten William Cormac. William, Mary och Anne flyttade till Charleston där William blev en framgångsrik affärsman och plantageägare. Hennes far började klä sin dotter som en pojke och kallade henne "Andy". Som vuxen gifte sig Anne med den arbetslösa sjömannen James Bonny och följde med honom till New Providence Island på Bahamas, som på den tiden var ett välkänt piratnäste.
Anne lämnade James för den excentriske sjörövaren John Rackham, kallad Calico Jack, och började därefter leva ett liv som en sjörövare.
Den 16 november 1720 dömdes Calico Jack och hans besättning till döden. Anne Bonny undgick dödsdomen eftersom hon vid tillfället var gravid. Enligt Charles Johnsons verk A General History of Pyrates är Annes öde osäkert, eftersom hon inte finns omskriven i några källor efter Calico Jacks död.